# Ford Flex
La Ford Flex è un crossover SUV prodotto dalla casa automobilistica statunitense Ford dal 2008 al 2020.

## Il contesto
Il Flex è un crossover SUV full-size. La sua linea è basata su quella della Ford Fairlane concept, che è stata proposta al pubblico al salone dell'automobile di Detroit del 2005. Il Flex è stato invece presentato al salone dell'automobile di New York del 2007. La produzione è iniziata il 3 giugno 2008, mentre le vendite sono cominciate già dall'estate dello stesso anno. Il Flex è fabbricato nella stessa linea produttiva dove sono assemblati anche l'Edge ed il Lincoln MKX, presso lo stabilimento Ford di Oakville, in Canada. Il primo esemplare è uscito dalle catene di montaggio all'inizio di giugno 2008.
Il Flex ha sostituito la monovolume Ford Freestar, ed è stato il primo crossover Ford a possedere sia le caratteristiche delle monovolume che quelle dei SUV. Inoltre, il Flex sostituì anche la Taurus X. Il Flex è venduto negli Stati Uniti, in Canada e nel Medio Oriente. Il modello è costruito sullo stesso telaio della quinta serie dell'Explorer.
Basato sul pianale D4 della Ford, è disponibile con un solo tipo di carrozzeria, crossover SUV cinque porte.
Il design del Flex è opera di Peter Horbury. Sono tre gli allestimenti disponibili: SE, SEL e Limited.
Nel 2012 la vettura subì un restyling.

## Caratteristiche

### Gli interni

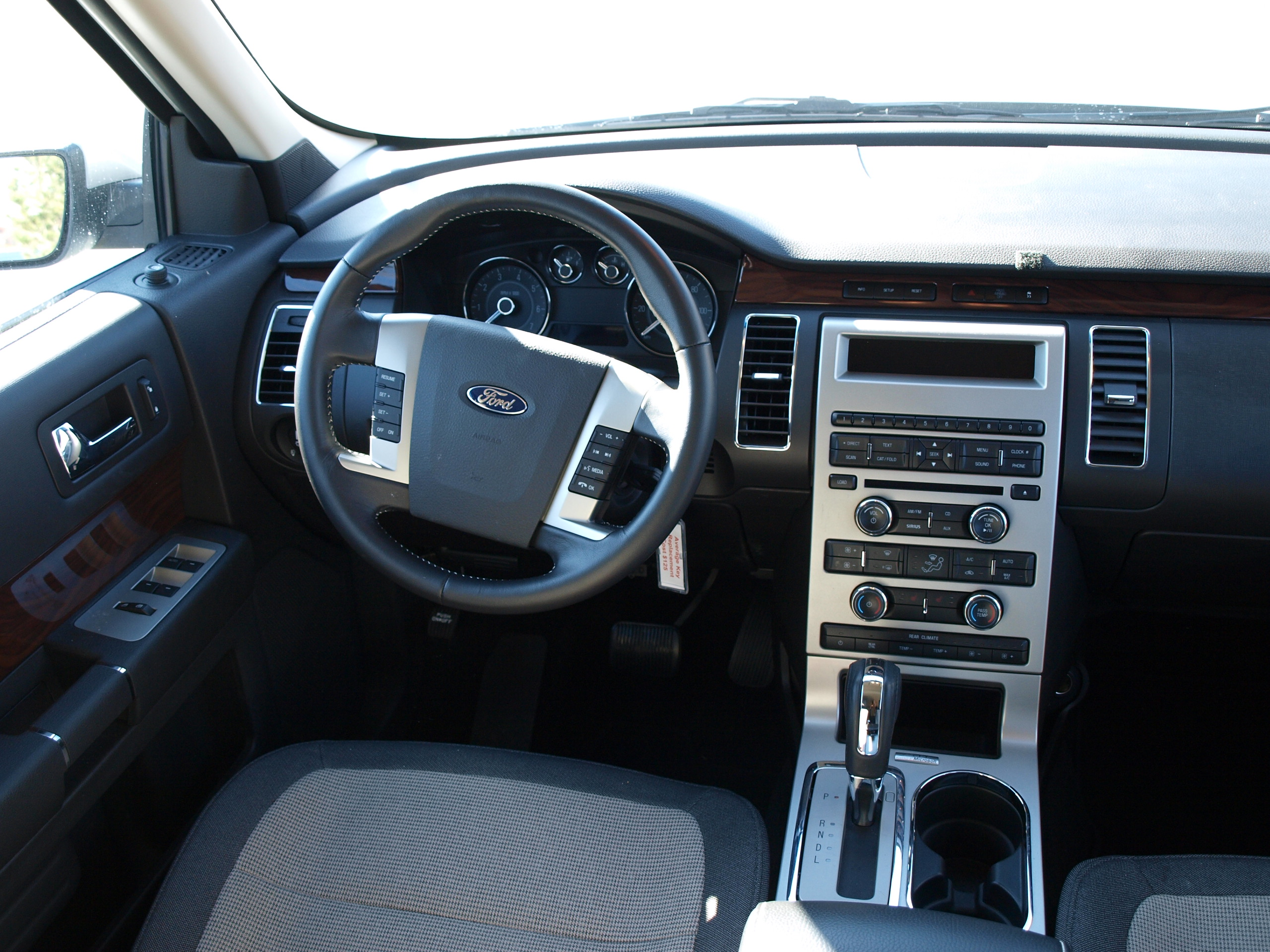
Il posto guida del Ford Flex

Il Flex può ospitare sette passeggeri, e per questi ultimi, nella seconda fila di sedili, sono disponibili dei poggiapiedi. La seconda e terza fila di sedili si ripiega scomparendo nel pavimento. Il veicolo possiede un piccolo frigorifero posizionato al centro nella seconda fila di sedili. Tra le apparecchiature elettroniche, sono presenti il Ford Sync, il lettore CD, il lettore DVD ed il Sirius Satellite Radio. Molte di queste apparecchiature sono state sviluppate in collaborazione della Microsoft. È presente anche un tettuccio in materiale trasparente per illuminare l'abitacolo con la luce del giorno.

### Le parti esterne
Anche sul Flex sono installate, sulla calandra, tre barre orizzontali cromate che si possono trovare anche sull'Edge, sulla Taurus X, sulla Fusion e sulla Taurus del 2008. Su alcuni allestimenti è possibile avere un bocchettone di rifornimento senza il tradizionale sportellino, che permette una minore evaporazione del carburante. Solo nel 2009 sono state offerte le luci posteriori a LED e quelle anteriori allo xeno. A seconda dell'allestimento scelto, sono installate ruote di diametro diverso: 430 mm per l'allestimento SE, 460 mm per l'allestimento SEL,  480 mm per il Limited e 510 mm per gli allestimenti SEL o Limited quando hanno installato il motore EcoBoost.
Il Flex presenta delle scanalature orizzontali sui pannelli laterali e posteriori. Questi solchi sono stati applicati per evocare la presenza di pannelli di legno, che caratterizzavano molti modelli statunitensi di qualche decennio prima. Car Design News ha scritto che questo stile si riferisce ad “un'epoca precedente senza dover richiamare ovvi stilemi retrò”.

### La sicurezza
Sul Flex è disponibile una telecamera montata sul paraurti posteriore che permette al guidatore di vedere gli ostacoli. Le immagini sono visualizzate su uno schermo di 8 pollici quando la retromarcia è inserita. Questo sistema nel 2009 era disponibile come optional sugli allestimenti SEL e Limited, ma diventò di serie su quest'ultimo allestimento dall'anno successivo (in Canada però era sempre offerto come optional). Sempre nel 2010 questo sistema non fu più disponibile sull'allestimento SEL.
Sul Flex sono offerti, inoltre, il controllo di trazione e quello della stabilità, che permettono al guidatore di mantenere il controllo del veicolo in caso di scarsa aderenza e durante le manovre di emergenza, evitando, tra l'altro, il ribaltamento. È disponibile, come optional, la trazione integrale.

### Motorizzazioni
I motori disponibili sul Ford Flex sono due, entrambi V6. Essi sono accoppiati con un cambio automatico a sei velocità.
Il primo possiede una cilindrata di 3,5 litri che produce una potenza di 262 CV ed una coppia di 336 N•m. Questo propulsore è un Ford Duratec.
Il secondo motore è un propulsore sovralimentato EcoBoost. È disponibile dal 2010. Questo motore produce una potenza di 355 CV ed una coppia di 470 N•m. Secondo quanto dichiarato dalla Ford, le giranti sono progettate per durare 240.000 km o 10 anni. Questo propulsore permette una capacità di traino di 2.000 kg.
È presente un sistema che permette di trasferire il 100% della coppia alle ruote anteriori o posteriori. Il motore è installato anteriormente, mentre la trazione è integrale o anteriore.

### Il telaio
Il Flex include sospensioni posteriori indipendenti. Esso è costruito sul pianale D4 della Ford, che è una piattaforma rivista del pianale D3, sempre della Ford. Quest'ultimo è alla base dei Five Hundred/Freestyle 2005-2007, delle Taurus/Taurus X 2008-2009, della Lincoln MKS 2009 e della Taurus 2010. Questo telaio è a sua volta basato sul pianale P2 della Volvo. Il Ford Flex condivide lo stesso telaio del Ford Explorer 2011/12.

### L'Active Park Assist
Sul Flex è offerto l'Active Park Assist, che permette di trovare e misurare lo spazio di parcheggio disponibile, e quindi esegue la manovra di parcheggio agendo direttamente sul volante. Questo sistema utilizza un software che controlla l'EPS, in risposta ai dati inviati da un sensore ad ultrasuoni. Un sistema concorrente della Lexus, che si basa su una telecamera, impiega tre volte tanto ad eseguire queste operazioni.